# Gare de Saijō
La gare de Saijō (西条駅, Saijō-eki) est une gare ferroviaire de la ville de Higashihiroshima, dans la préfecture d'Hiroshima au Japon. La gare est exploitée par la compagnie JR West.

## Situation ferroviaire
La gare de Saijō est située au point kilométrique (PK) 272,9 de la ligne principale Sanyō.

## Historique
La gare de Saijō a été inaugurée le 10 juin 1894.

## Service des voyageurs

### Accueil
La gare dispose d'un bâtiment voyageurs, avec guichets, ouvert tous les jours.

### Desserte
- Ligne principale Sanyō :
  - voies 1 et 3 : direction Hiroshima et Iwakuni
  - voie 4 : direction Mihara et Fukuyama